# Изпълнителна агенция „Железопътна администрация“
Изпълнителна агенция „Железопътна администрация“ (ИА ЖА или ИАЖА) e подразделение на Министерство на транспорта, информационните технологии и съобщенията на България. Агенцията е регулаторен орган и национален орган по безопасността на железопътния транспорт в България. Издръжката на агенцията се осигурява от бюджета на Министерство на транспорта, информационните технологии и съобщенията по определена от него бюджетна сметка.

## Дейност
- Kонтролира достъпа до железопътната инфраструктура и изпълнението на задълженията за обществени услуги.
- Проверява изпълнението на изискванията за издаване на лицензии и разрешения.
- Събира такси за издаване на лицензиите и разрешенията, както и за издаване на удостоверения за безопасност, документи за правоспособност и за признаване на правоспособност и удостоверения за консултанти по сигурността на превозите на опасни товари, в размер, определен от Министерския съвет по предложение на министъра на транспорта, информационните технологии и съобщенията.
- Издава документи за правоспособност на персонала в железопътния транспорт.
- Води регистри и набира статистически данни за дейностите в железопътния транспорт.
- Разработва и предлага на министъра на транспорта, информационните технологии и съобщенията проекти на нормативни актове в областта на железопътния транспорт.
- Осъществява контролни функции по този закон, включително по отношение въвеждането в експлоатация на структурни подсистеми на железопътната система.
- Предлага на министъра на транспорта, информационните технологии и съобщенията за одобряване мерки за предотвратяване и преодоляване на последиците от бедствия и аварии, засегнали железопътната инфраструктура.
- Съгласува проектите за пресичане на железопътните линии от железопътната инфраструктура с пътищата от републиканската пътна мрежа, местните пътища, улиците, тръбопроводите, кабелните и въздушните високоволтови и нисковолтови линии и други, както и проектите за свързване на железопътните линии от железопътната инфраструктура.
- Изпълнява и други функции, възложени ѝ със закон или с акт на Министерския съвет.

## Такси и приходи
Агенцията е администратор на следните приходи:
- Такси за издаване на документи и за извършване на административни услуги, определени в Тарифа № 5 за таксите, които се събират в системата на Министерството на транспорта, приета с Постановление № 81 на Министерския съвет от 2000 г. (обн., ДВ, бр. 41 от 2000 г.; попр., бр. 54 от 2000 г., изм. и доп., бр. 97 от 2000 г., бр. 18, 47, 62 и 104 от 2001 г.)
- Глоби и имуществени санкции по Закона за железопътния транспорт
- Лихви
- Дарения, помощи и други привлечени средства от местни и чуждестранни физически и юридически лица
- Наеми от имущество
- Други